# Ballspielverein Borussia 09 Dortmund 1967-1968
Questa voce raccoglie le informazioni riguardanti il Ballspielverein Borussia 09 Dortmund nelle competizioni ufficiali della stagione 1967-1968.

## Stagione
Nella stagione 1967-1968 il Borussia Dortmund, allenato da Heinz Murach e Oswald Pfau, concluse il campionato di Bundesliga al 14º posto. In Coppa di Germania il Borussia Dortmund fu eliminato in semifinale dal Colonia.

## Rosa
| N. |                     | Ruolo | Calciatore        |
| -- | ------------------- | ----- | ----------------- |
|    | Germania (bandiera) | P     | Werner Köddermann |
|    | Germania (bandiera) | P     | Bernhard Wessel   |
|    | Germania (bandiera) | D     | Rudi Assauer      |
|    | Germania (bandiera) | D     | Klaus Brakelmann  |
|    | Germania (bandiera) | D     | Gerd Cyliax       |
|    | Germania (bandiera) | D     | Friedhelm Groppe  |
|    | Germania (bandiera) | D     | Horst Koschmieder |
|    | Germania (bandiera) | D     | Udo Ockmann       |
|    | Germania (bandiera) | D     | Wolfgang Paul     |
|    | Germania (bandiera) | D     | Gerd Peehs        |
|    | Germania (bandiera) | D     | Manfred Pfeiffer  |
|    | Germania (bandiera) | D     | Theodor Redder    |

| N. |                     | Ruolo | Calciatore       |
| -- | ------------------- | ----- | ---------------- |
|    | Germania (bandiera) | C     | Hoppy Kurrat     |
|    | Germania (bandiera) | C     | Aki Schmidt      |
|    | Germania (bandiera) | C     | Wilhelm Sturm    |
|    | Germania (bandiera) | C     | Horst Trimhold   |
|    | Germania (bandiera) | C     | Jürgen Weber     |
|    | Germania (bandiera) | A     | Lothar Emmerich  |
|    | Germania (bandiera) | A     | Sigfried Held    |
|    | Germania (bandiera) | A     | Josef Hofmeister |
|    | Germania (bandiera) | A     | Stan Libuda      |
|    | Germania (bandiera) | A     | Willi Neuberger  |
|    | Germania (bandiera) | A     | Reinhold Wosab   |

## Organigramma societario
Area tecnica
- Allenatore: Oswald Pfau
- Allenatore in seconda:
- Preparatore dei portieri:
- Preparatori atletici:

## Calciomercato

### Sessione estiva
| Acquisti | Acquisti          | Acquisti             | Acquisti |
| R.       | Nome              | da                   | Modalità |
| -------- | ----------------- | -------------------- | -------- |
| D        | Horst Koschmieder | Borussia Dortmund II |          |

| Cessioni | Cessioni            | Cessioni              | Cessioni |
| R.       | Nome                | a                     | Modalità |
| -------- | ------------------- | --------------------- | -------- |
| D        | Lothar Geisler      | TuS Eving-Lindenhorst |          |
| A        | Willibald Mikulasch | Reutlingen            |          |
| P        | Hans Tilkowski      | Eintracht Francoforte |          |

## Risultati

### Bundesliga

#### Girone di andata
| Arbitro: | Horstmann |

|                             |           |                               |
| Pavlić 19’ (rig.) Gecks 37’ | Marcatori | 31’ (aut.) Lotz 84’ Neuberger |

| Arbitro: | Seiler |

|           |           |  |
| Wosab 44’ | Marcatori |  |

| Arbitro: | Spinnler |

|                            |           |                   |
| Straschitz 41’ Skoblar 81’ | Marcatori | 61’, 67’ Emmerich |

| Arbitro: | Ohmsen |

|                                                         |           |                              |
| Emmerich 16’, 21’, 59’ Assauer 57’ Wosab 62’ Libuda 90’ | Marcatori | 14’, 44’ Jung 52’ Brenninger |

| Arbitro: | Jacobi |

|                        |           |  |
| Wosab 40’ Emmerich 90’ | Marcatori |  |

| Arbitro: | Schäfer |

|                             |           |  |
| Dürrschnabel 20’ Müller 87’ | Marcatori |  |

| Arbitro: | Schreiner |

|                                                               |           |  |
| Emmerich 3’, 78’ Wosab 27’, 87’ Kirsch 38’ (aut.) Assauer 39’ | Marcatori |  |

| Arbitro: | Handwerker |

|                                     |           |                         |
| Giesemann 24’ Schulz 65’ Seeler 74’ | Marcatori | 4’ Assauer 16’ Emmerich |

| Arbitro: | Sturm |

|                       |           |                   |
| Trimhold 85’ Held 89’ | Marcatori | 11’ (aut.) Wessel |

| Arbitro: | Riegg |

|                      |           |                      |
| Laumen 41’ Meyer 58’ | Marcatori | 75’ Wosab 81’ Libuda |

| Arbitro: | Siebert |

|  |           |           |
|  | Marcatori | 65’ Ulsaß |

| Arbitro: | Schulenburg |

|                                        |           |  |
| Heiß 30’ Kurrat 37’ (aut.) Küppers 54’ | Marcatori |  |

| Arbitro: | Biwersi |

|               |           |              |
| Held 72’, 76’ | Marcatori | 61’ Wittkamp |

| Arbitro: | Seekamp |

|                                |           |             |
| Köppel 14’, 75’ Gress 63’, 68’ | Marcatori | 40’ Assauer |

| Arbitro: | Handwerker |

|           |           |           |
| Weber 23’ | Marcatori | 34’ Görts |

| Arbitro: | Riegg |

|                              |           |                       |
| Hasebrink 15’ Windhausen 27’ | Marcatori | 5’ Wosab 74’ Trimhold |

| Arbitro: | Sturm |

|          |           |                        |
| Held 74’ | Marcatori | 47’ Brungs 55’ Čebinac |

#### Girone di ritorno
| Arbitro: | Heumann |

|                                |           |                                  |
| Wosab 4’ Emmerich 5’, 14’, 37’ | Marcatori | 39’ Gecks 67’ Heidemann 72’ Wild |

| Arbitro: | Siebert |

|                                          |           |  |
| Hermandung 26’ Ferdinand 49’ Glenski 68’ | Marcatori |  |

| Arbitro: | Jacobi |

|                                  |           |             |
| Emmerich 4’, 62’ Paul 41’ (rig.) | Marcatori | 85’ Bandura |

| Arbitro: | Ohmsen |

|                 |           |  |
| Müller 24’, 44’ | Marcatori |  |

| Arbitro: | Schreiner |

|                                  |           |  |
| Löhr 62’ Rühl 73’ Jendrossek 83’ | Marcatori |  |

| Arbitro: | Herden |

|                                                             |           |  |
| Neuberger 25’ Emmerich 35’, 62’ Hofmeister 86’ Trimhold 90’ | Marcatori |  |

| Arbitro: | Ohmsen |

|                                            |           |                       |
| Linsenmaier 15’ Leist 72’ (rig.) Gayer 76’ | Marcatori | 63’ Assauer 74’ Wosab |

| Arbitro: | Seiler |

|                         |           |                      |
| Libuda 6’ Neuberger 53’ | Marcatori | 59’ Krämer 61’ Hönig |

| Arbitro: | Ott |

|                                         |           |              |
| Nickel 5’, 88’ Huberts 7’ Friedrich 80’ | Marcatori | 25’ Trimhold |

| Arbitro: | Kreitlein |

|                                   |           |          |
| Kurrat 36’ Peehs 62’ Emmerich 77’ | Marcatori | 5’ Vogts |

| Arbitro: | Regely |

|                     |           |  |
| Elfert 51’ Dulz 59’ | Marcatori |  |

| Dortmund 6 aprile 1968, ore 15:30 CET 29ª giornata | Borussia Dortmund | 0 – 0 referto | Monaco 1860 | Stadio Rote Erde (18 000 spett.)\| Arbitro: \| Mailand \| |
| Arbitro:                                           | Mailand           |               |             |                                                           |

| Arbitro: | Picker |

|                 |           |  |
| Pohlschmidt 17’ | Marcatori |  |

| Arbitro: | Basedow |

|                |           |               |
| Wosab 78’, 82’ | Marcatori | 38’ Handschuh |

| Arbitro: | Fritz |

|                     |           |          |
| Rupp 46’ Lorenz 76’ | Marcatori | 39’ Held |

| Arbitro: | Horstmann |

|                                                        |           |  |
| Neuberger 22’ Wosab 59’ Kurrat 66’ (rig.) Trimhold 77’ | Marcatori |  |

| Arbitro: | Deuschel |

|                       |           |              |
| Müller 20’ Strehl 56’ | Marcatori | 17’ Emmerich |

### Coppa di Germania
| Arbitro: | Regely |

|               |           |                                     |
| Jung 39’, 44’ | Marcatori | 67’ Libuda 76’ Held 87’ (rig.) Paul |

| Arbitro: | Bien |

|           |           |                                     |
| Ammer 37’ | Marcatori | 35’ Neuberger 58’ Held 66’ Emmerich |

| Arbitro: | Herden |

|                     |           |                |
| Wosab 30’ Weber 75’ | Marcatori | 13’ Altendorff |

| Arbitro: | Tschenscher |

|                           |           |  |
| Thielen 11’ Löhr 24’, 50’ | Marcatori |  |

## Statistiche

### Statistiche di squadra
| Competizione      | Punti | In casa | In casa | In casa | In casa | In casa | In casa | In trasferta | In trasferta | In trasferta | In trasferta | In trasferta | In trasferta | Totale | Totale | Totale | Totale | Totale | Totale | DR |
| Competizione      | Punti | G       | V       | N       | P       | Gf      | Gs      | G            | V            | N            | P            | Gf           | Gs           | G      | V      | N      | P      | Gf     | Gs     | DR |
| ----------------- | ----- | ------- | ------- | ------- | ------- | ------- | ------- | ------------ | ------------ | ------------ | ------------ | ------------ | ------------ | ------ | ------ | ------ | ------ | ------ | ------ | -- |
| Bundesliga        | 31    | 17      | 12      | 3       | 2       | 44      | 17      | 17           | 0            | 4            | 13           | 16           | 42           | 34     | 12     | 7      | 15     | 60     | 59     | +1 |
| Coppa di Germania | -     | 1       | 1       | 0       | 0       | 2       | 1       | 3            | 2            | 0            | 1            | 6            | 6            | 4      | 3      | 0      | 1      | 8      | 7      | +1 |
| Totale            | 31    | 18      | 13      | 3       | 2       | 46      | 18      | 20           | 2            | 4            | 14           | 22           | 48           | 38     | 15     | 7      | 16     | 68     | 66     | +2 |

### Andamento in campionato
| Giornata  | 1 | 2 | 3 | 4 | 5 | 6 | 7 | 8 | 9 | 10 | 11 | 12 | 13 | 14 | 15 | 16 | 17 | 18 | 19 | 20 | 21 | 22 | 23 | 24 | 25 | 26 | 27 | 28 | 29 | 30 | 31 | 32 | 33 | 34 |
| --------- | - | - | - | - | - | - | - | - | - | -- | -- | -- | -- | -- | -- | -- | -- | -- | -- | -- | -- | -- | -- | -- | -- | -- | -- | -- | -- | -- | -- | -- | -- | -- |
| Luogo     | T | C | T | C | C | T | C | T | C | T  | C  | T  | C  | T  | C  | T  | C  | C  | T  | C  | T  | T  | C  | T  | C  | T  | C  | T  | C  | T  | C  | T  | C  | T  |
| Risultato | N | V | N | V | V | P | V | P | V | N  | P  | P  | V  | P  | N  | N  | P  | V  | P  | V  | P  | P  | V  | P  | N  | P  | V  | P  | N  | P  | V  | P  | V  | P  |
| Posizione | 9 | 7 | 6 | 5 | 2 | 5 | 2 | 5 | 3 | 2  | 3  | 6  | 6  | 8  | 9  | 9  | 10 | 7  | 11 | 8  | 12 | 14 | 11 | 12 | 11 | 13 | 13 | 14 | 14 | 14 | 14 | 14 | 14 | 14 |

Legenda:

Luogo: C = Casa; T = Trasferta. Risultato: V = Vittoria; N = Pareggio; P = Sconfitta.

### Statistiche dei giocatori
| Giocatore      | Bundesliga | Bundesliga | Bundesliga  | Bundesliga | Coppa di Germania | Coppa di Germania | Coppa di Germania | Coppa di Germania | Totale   | Totale | Totale      | Totale     |
| Giocatore      | Presenze   | Reti       | Ammonizioni | Espulsioni | Presenze          | Reti              | Ammonizioni       | Espulsioni        | Presenze | Reti   | Ammonizioni | Espulsioni |
| -------------- | ---------- | ---------- | ----------- | ---------- | ----------------- | ----------------- | ----------------- | ----------------- | -------- | ------ | ----------- | ---------- |
| R. Assauer     | 24         | 5          | 0           | 0          | 3                 | 0                 | 0                 | 0                 | 27       | 5      | 0           | 0          |
| K. Brakelmann  | 4          | 0          | 0           | 0          | 0                 | 0                 | 0                 | 0                 | 4        | 0      | 0           | 0          |
| G. Cyliax      | 18         | 0          | 0           | 0          | 3                 | 0                 | 0                 | 0                 | 21       | 0      | 0           | 0          |
| L. Emmerich    | 27         | 18         | 0           | 0          | 3                 | 1                 | 0                 | 0                 | 30       | 19     | 0           | 0          |
| F. Groppe      | 7          | 0          | 0           | 0          | 1                 | 0                 | 0                 | 0                 | 8        | 0      | 0           | 0          |
| S. Held        | 26         | 5          | 0           | 0          | 4                 | 2                 | 0                 | 0                 | 30       | 7      | 0           | 0          |
| J. Hofmeister  | 3          | 1          | 0           | 0          | 1                 | 0                 | 0                 | 0                 | 4        | 1      | 0           | 0          |
| H. Koschmieder | 0          | 0          | 0           | 0          | 0                 | 0                 | 0                 | 0                 | 0        | 0      | 0           | 0          |
| H. Kurrat      | 30         | 2          | 0           | 0          | 3                 | 0                 | 0                 | 0                 | 33       | 2      | 0           | 0          |
| W. Köddermann  | 5          | 0          | 0           | 0          | 1                 | 0                 | 0                 | 0                 | 6        | 0      | 0           | 0          |
| S. Libuda      | 22         | 3          | 0           | 0          | 1                 | 1                 | 0                 | 0                 | 23       | 4      | 0           | 0          |
| W. Neuberger   | 33         | 4          | 0           | 0          | 4                 | 1                 | 0                 | 0                 | 37       | 5      | 0           | 0          |
| U. Ockmann     | 0          | 0          | 0           | 0          | 0                 | 0                 | 0                 | 0                 | 0        | 0      | 0           | 0          |
| W. Paul        | 24         | 1          | 0           | 0          | 4                 | 1                 | 0                 | 0                 | 28       | 2      | 0           | 0          |
| G. Peehs       | 30         | 1          | 0           | 0          | 2                 | 0                 | 0                 | 0                 | 32       | 1      | 0           | 0          |
| M. Pfeiffer    | 0          | 0          | 0           | 0          | 0                 | 0                 | 0                 | 0                 | 0        | 0      | 0           | 0          |
| T. Redder      | 20         | 0          | 0           | 0          | 2                 | 0                 | 0                 | 0                 | 22       | 0      | 0           | 0          |
| A. Schmidt     | 0          | 0          | 0           | 0          | 0                 | 0                 | 0                 | 0                 | 0        | 0      | 0           | 0          |
| W. Sturm       | 30         | 0          | 0           | 0          | 4                 | 0                 | 0                 | 0                 | 34       | 0      | 0           | 0          |
| H. Trimhold    | 23         | 5          | 0           | 0          | 2                 | 0                 | 0                 | 0                 | 25       | 5      | 0           | 0          |
| J. Weber       | 8          | 1          | 0           | 0          | 1                 | 1                 | 0                 | 0                 | 9        | 2      | 0           | 0          |
| B. Wessel      | 29         | 0          | 0           | 0          | 3                 | 0                 | 0                 | 0                 | 32       | 0      | 0           | 0          |
| R. Wosab       | 30         | 12         | 0           | 0          | 3                 | 1                 | 0                 | 0                 | 33       | 13     | 0           | 0          |